# Géza Tóth
Géza Tóth, född 25 januari 1932 i Sorokpolány, död 4 oktober 2011 i Szombathely, var en ungersk tyngdlyftare.
Tóth blev olympisk silvermedaljör i 82,5-kilosklassen i tyngdlyftning vid sommarspelen 1964 i Tokyo.